# 카트만두 계곡

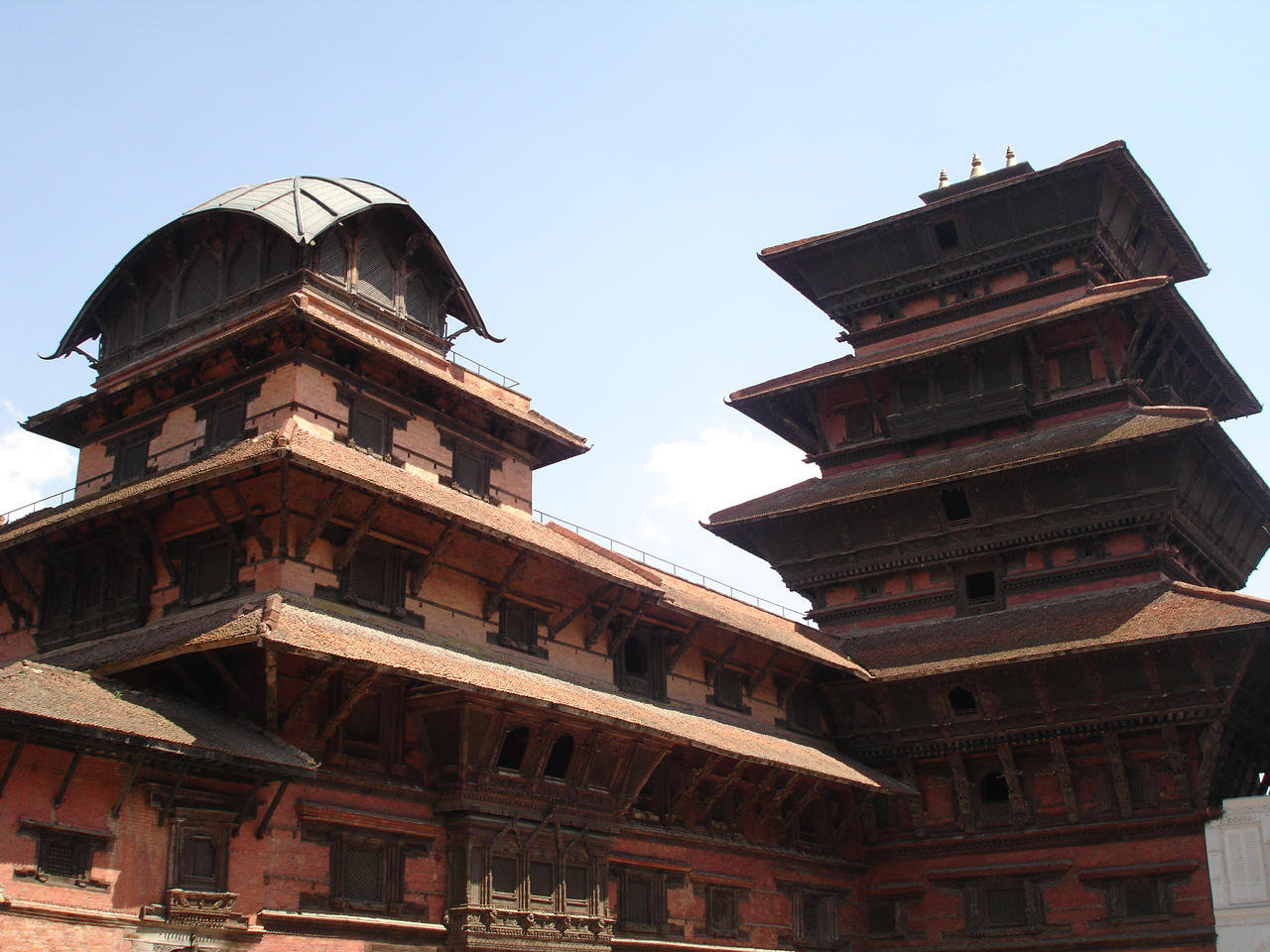

카트만두 계곡 또는 네팔 계곡은 네팔 중앙에 위치한 곳으로 힌두교, 불교의 성지를 비롯하여 적어도 130개 이상의 주요문화재가 있는 고대 아시아의 문명지이다. 이곳에는 카트만두, 랄릿푸르, 박타푸르 등의 도시가 위치하고 있으며, 1979년 유네스코에서는 이 지역에 있는 7개의 문화재를 세계문화유산으로 등록하였다.

## 카트만두 계곡에 있는 세계문화유산
- 카트만두 더르바르 광장
- 파탄 더르바르 광장
- 박타푸르 더르바르 광장
- 창구나라얀
- 스와얌부나트 사원
- 부다나트 사원
- 파슈파티나트 사원